# Fractal Gates
Fractal Gates — французская группа, исполняющая музыку в стиле мелодик-дэт-метал с элементами прогрессива. Образована в Париже в 2007 году.

## О группе

### Ранние годы: 2005—2007
В 2005 году Stephane Peudupin и Sebastien Pierre — участники французской дум-метал-команды Inborn Suffering решили создать группу, в творчестве которой сделать акцент на скандинавский метал и запоминающиеся мелодии. Так на свет появилась группа Mislead, но просуществовав всего два года, по разным причинам она распалась в 2007 году.

### Образование группы: 2007
В августе 2007 года, Stephane и Sebastien решили создать новую группу на прахе Mislead. Музыканты изменили стиль и направление проекта, переименовав его в соответствии с личными убеждениями. После нескольких перестановок состава, в группе участвовали: Antoine Verdier (бас-гитара), Arnaud Hoarau (ритм-гитара), Sebastien Pierre (вокал, клавишные), Stephane Peudupin (гитара) и Hugo Terva (ударные). Это и знаменовало собой основание группы Fractal Gates, мелодик-дэт-метал-группы с ритмичными цепляющими мелодиями. Основная тематика лирики — внеземные формы жизни, древние цивилизации, планеты, эзотерика, научная фантастика. Сами музыканты свою музыку описывают одним словом — «энергия».
В конце 2007 года Fractal Gates выпустили свою первую демо-пластинку, содержащую 4 композиции. Запись получила удивительно хорошие отзывы по всему миру, что несомненно мотивировало группу продолжать сочинять материал. С большим вдохновением, парни за четыре месяца написали достаточно песен для полноценного альбома.
В августе 2008 года Fractal Gates отправились в студию Hybreed Studio, где под руководством Andrew Guillotin (7th Nemesis, Glorior Belli, Carnal Lust, Temple of Baal…) в течение четырёх месяцев записали свой первый полноформатник. Мастеринг альбома проходил на студии Jacob Hansen. Результат работы — «Altered State of Consciousness». Релиз альбома состоялся в июне 2009 года на лейбле Rusty Cage Records.
В августе 2012 года Fractal Gates вновь отправились в студию, чтобы записать свой второй альбом, который получил название «Beyond The Self». Продюсером альбома выступил Дан Сванё. Музыканты обещали выпустить альбом ближе к зиме, но по-видимому из-за сольного проекта вокалиста, была нехватка времени и релиз был отложен до неопределённого срока. Альбом увидел свет 18 февраля 2013 года на лейбле Great Dane Records. На песню «Timeless» совместно с гитаристом группы Septic Flesh, был снят видеоклип.

## Состав

### Текущий состав
- Вокал, клавишные: Sebastien Pierre (с 2007)
- Гитара: Stephane Peudupin (с 2007)
- Гитара: Arnaud Hoarau (с 2007)
- Бас-гитара: Antoine Verdier (с 2007)
- Ударные: Jerem Briquet (с 2010)

### Бывшие участники
- Ударные: Hugo Terva (2007—2009)
- Ударные: Vivien Dumont (2009)
- Ударные: Milos Matovic (2009—2010)

## Дискография
| Название                         | Год выпуска | Лейбл                |
| -------------------------------- | ----------- | -------------------- |
| «Demo»                           | 2007        | Независимо от лейбла |
| «Altered State of Consciousness» | 2009        | Rusty Cage Records   |
| «Beyond The Self»                | 2013        | Great Dane Records   |
| "The light that Shines"          | 2018        | no data              |

￼

## Сторонние проекты

### Cold Insight
Помимо Fractal Gates, у Себастьяна Пьери — вокалиста и клавишника, есть собственный проект — «Cold Insight», где он играет роль клавишника и частично вокалиста. Проект создан в 2007 году во Франции, Париж. В нём принял участие также и ударник группы Inborn Suffering — Thomas Rugolino. После совместного труда музыкантов, в 2011 году на свет появляется мини-альбом «Further Nowhere (Demo)». Как говорит музыкант, что существующий данный мини-альбом — это всего лишь эскизы и наброски перед предстоящим полноформатным альбомом. Помимо этого, Себастьян Пьери в прошлом был участником группы Lethian Dreams, опять-же: в качестве вокалиста и клавишника.

### Enshine
Enshine - проект созданный в 2009 году посредством сотрудничества Jari Lindholm (Seas of Years, ex-Slumber/Atom) и Sebastien Pierre. Музыка выдержана в стиле Doom/Death Metal. В настоящий момент, результатом совместной деятельности являются альбом "Origin", выпущенный 15 мая в 2013 году и альбом "Singularity", выпущенный 18 октября в 2015 году. 